# Min vän Oscar
Min vän Oscar är en svensk komedifilm från 1951 i regi av Pierre Billon och Åke Ohberg. I huvudrollerna ses Åke Söderblom, Margareta Fahlén och Olof Winnerstrand.

## Handling
Hans Lövgren, utlandssvensk tjänsteman vid Socialpolitiska institutet, betalar en nota åt en landsman utan medel och övertar därför dennes vinstlott på ett klockspel. Vid tullen uppdagas dock att ett misstag har begåtts och att han istället har vunnit en säl. Denna säl, som han småningom döper till Oscar, gör livet mycket komplicerat för Lövgren och leder till oanade förvecklingar vad gäller relationen både till hans fästmö och till hans grannar.

## Om filmen
Filmen är baserad på en roman av Charles de Richter, Mon phoque et elles. Den spelades in i Paris under hösten 1950 samtidigt med en fransk version, med samma namn som romanförlagan. 
Filmen premiärvisades den 20 januari 1951 på biograf Astoria vid Nybrogatan i Stockholm.
Min vän Oscar har visats i SVT, bland annat 1998, 2002, 2012, i augusti 2020, i juni 2022 och i juni och augusti 2024.

## Rollista i urval
| Åke Söderblom     | – Hans Lövgren                          |
| Margareta Fahlén  | – Gabriella Strandberg, Lövgrens fästmö |
| Olof Winnerstrand | – Claes-Herman Sundelius                |
| Barbro Larsson    | – Diana, Claes-Hermans dotter           |
| Douglas Håge      | – Oscar, Claes-Hermans bror             |
| Börje Mellvig     | – Stenström                             |
| Sven Lindberg     | – Lovén, zoolog                         |
| Jeanne Fusier-Gir | – Madame Pierrat, Lövgrens hushållerska |
| Pierre Bertin     | – Unescos generalsekreterare            |
| Pierre Sergeol    | – restaurangägare                       |
| Odette Barencey   | – portvaktsfru                          |
| Raymond Rognoni   | – direktör för Zoologiska trädgården    |

## Musik
- "La belle Hélène" – instrumentalt utdrag ur operetten av Jacques Offenbach
- "Kungliga Södermanlands regementes marsch"
- "On the Banks of the Wabash (Far Away)"

## DVD
Filmen gavs ut på DVD 2015.